# 栗栖宝一
栗栖 宝一（くりす ほういち）は、アメリカ合衆国で活動する日本庭園のデザイナー・ランドスケープアーキテクトである。米国オレゴン州ポートランド在住。

## 略歴
広島県生まれ。早稲田大学文学部卒業。東京で小形研三の元でランドスケープデザインを学ぶ。
その後渡米し、ポートランド日本庭園建設ディレクターを務める。同庭園の初代ディレクター戸野琢磨の推薦で、1968年から1972年まで第2代ディレクターを務めていた。
1972年に栗栖インターナショナル株式会社を設立、数々の庭園を築いてきた。同社はポートランドとフロリダ州デルレイビーチにオフィスを持つ。

## 作風
ポートランド日本庭園のディレクターを務めていた。以来、癒しの庭園で複数の才能と専門知識を持つ庭園デザイナーとなった。インスピレーションと癒しのためのインナースペースを作成し、高品質でユニークな庭園の設計に特化したランドスケープデザイン作庭事務所を設立している。
栗栖のデザインは見た目に美しいだけでなく、人間精神にインスピレーションし、地域の状況や歴史だけでなく、謙虚さを組み合わせることで、日常生活の中で癒しとインスピレーションを提供するために、自然の力を披露している。心と身体の健康と思いやりのある社会の平和を復元する自然の能力を強調し、デザインを通じた持続可能性を提唱している。栗栖の病院や刑務所などに作った庭は、ジャパニーズヒーリングガーデン（japanese healing garden）と呼ばれる。

### 代表作
- ドゥビューク園と植物園 - アイオワ州ドゥビューク
- アンダーソン日本庭園 - イリノイ州ロックフォード、1998年アンダーソン夫妻はこの庭園を非営利団体に寄付
- ポートランド日本庭園 - オレゴン州ポートランド
- 路地園日本庭園 - フロリダ州デルレイビーチ。 モリカミ博物館日本庭園第二期庭園造営 2001年。造営に当たって公共事業において一般的な設計委託～発注～請負施工という分離方式ではなく、設計施工一環のデザインビルド方式を採用
- マイヤーガーデン日本庭園 − ミシガン州グランドラピッズ、2015年６月

## 表彰・受賞
ホワイトハウスから贈られるナショナル景観賞は2回受賞している。その他、また雑誌により、世界のトップ10で最も影響力のある日本庭園デザイナーの一人に選ばれている。デザインや全体的な卓越した人物に送るALCA審査員賞のALCA大賞では、2つの主要な賞をMorikami博物館日本庭園で受賞している。
2006年にはレバノンのサマリア人レバノンコミュニティ病院やオレゴン州での作庭活動で、ランドスケープデザインでの医療環境賞を受賞した。